# ギースル・エジェクタ
ギースル・エジェクタ (Giesl Ejector) とは、蒸気機関車の煙突の一種。ギースル式誘導通風装置（ギースルしきゆうどうつうふうそうち）ともいう。

## 構造
オーストリアのウィーン工科大学の教授、アドルフ・ギースル・ギースリンゲンが開発した。開発者の名にちなみギースル・エジェクタと呼ばれ、オーストリア国鉄で多く採用された。
オーストリアから輸入された装置を装備したD51 349と357の煙突の側面には、本装置のパテント番号等を記したオリジナル銘板があり、そこにある「Giesl Ejector with Super Heat Booster」（高燃焼補助装置）という記述が本装置の機能を端的に物語っている。
装置は、主として煙室内に一列に設置された特殊ブラスト管と特殊な形状の煙突からなっている。この煙突は普通の煙突のような円筒形ではなく、前後に細長い長円形で、側面から見ると逆台形のような形状である。
シリンダから送られる蒸気をブラスト管から排出する際、通気量等によって吐き出し面積を可変・調整して効率よく排出することと、小煙管よりも大煙管に石炭の燃焼ガスを多く通すことより、従来の煙突に比べて燃焼効率を高めることができ、それによって蒸気温度を上げ、消費する石炭の量を減らして牽引力を上げ、火の粉を減らす効果がある。実験では9～15％ほどの石炭の節約、シンダや火の粉の減少等の効果が確認された。
ギースル・エジェクタの煙突からの排気煙は、力行時等の排気量の多い時は普通の煙突と同じように全体から排出されるが、停車時のように負荷が小さく軽くブローしている時などは煙突後方（もしくは前方と後方の2箇所）から排気されるのが特色である。

## 日本での採用
日本国有鉄道（国鉄）ではD51形に対応したギースル・エジェクタをオーストリアから輸入し、1963年3月に長野工場で上諏訪機関区所属の349号機に試験的に取り付け、中央本線で試運転を実施した。また同時期に郡山工場でも盛岡機関区所属の357号機に取り付けている。その後はギースル・エジェクタの日本での製造販売権を取得した理研金属工業が製造し、D51形34両を対象に取り付けが実施され、輸入品も含めると計36両が本装置を装備した。秋田地区では1967年ごろに採用されたようである。
取り付け改造の対象はナメクジ形以外の100番台から1100番台までで、標準型、半戦時型、戦時型の全てのタイプに取り付けられた。
なお、無煙化の進捗もあり、本形式36両を除きそれ以外の車両への採用はなかった。
ギースル・エジェクタ装備機の主な配置区は5箇所だが、単機で1,200トンの運炭列車を牽引する運用を持っていた北海道・追分機関区に重点的に配置されていた。また、秋田機関区では8両のD51に取り付けられているが、これは一度に8両揃ったのではなく、廃車などによる装置の譲り渡しによるものである（秋田区の当初の装備機は4両）。
ギースル・エジェクタ装備機は、上記秋田区のような少数の譲り渡しの例を除いてギースルを装備したまま廃車となったが、315号機は筑豊の直方機関区へ転属した際に再度通常形の煙突に戻されている。

### 採用された機関車
国鉄D51形蒸気機関車
- 117号機[追]
- 120[追]
- 167[旭]
- 226[追]
- 232[秋]
- 241[追]
- 252[旭]
- 276[秋]
- 285[追]
- 293[追]
- 308[追]
- 315[秋]

- 328号機[岩]
- 343[追]
- 345[追]
- 349[追]
- 357[追]
- 371[秋]
- 391[秋]
- 413[追]
- 457[秋]
- 492[追]
- 509[追]
- 539[追]

- 570号機[秋]
- 605[追]
- 711[追]
- 725[秋]
- 733[追]
- 742[追]
- 842[追]
- 952[旭]
- 953[旭]
- 1037[岩]
- 1042[追]
- 1119[追]

※ [旭]：旭川機関区　[岩]：岩見沢第一機関区　[追]：追分機関区　[秋]：秋田機関区
※ 2003年（平成15年）現在、装備機のうちD51 349・842・953・1119の4両がギースル・エジェクタを装備したままで保存されている。D51 232・345も保存されているがパイプ形煙突となっている。

## 有終を飾ったギースル機
1975年（昭和50年）12月13日、国鉄最後のD51牽引旅客列車となった室蘭本線225列車（翌14日はC57 135牽引に変更され、これが国鉄最後のSL牽引旅客列車となった）を牽引したのは、岩見沢区のギースル機953号機であった。また、1975年（昭和50年）12月24日に国鉄最後の蒸気牽引貨物列車にして最後の蒸気機関車本線運用列車でもある夕張線6788列車を牽引したのも、追分区のギースル機241号機であった。

## 創作物でのギースル機
- 汽車のえほん - スカーロイ鉄道に所属する機関車のうち、ピーター・サム (Peter Sam) が第17巻『ゆうかんな機関車』掲載のエピソード「とくせいのえんとつ」作中にて真冬のトンネルにできた氷柱に煙突をぶつけて折れてしまったため、途中でギースル・エジェクタを装備した。ピーター・サムもギースル・エジェクタ装備した結果、構造の項目で示した効果が現れパワーアップしている。

## 参考
- 鉄道死語辞典（インターネットアーカイブ）